# 川村博忠
川村 博忠（かわむら ひろただ、1935年1月25日 - ）は、日本の古地図学者、東亜大学名誉教授。

## 経歴
出生から修学期
1935年年、朝鮮半島の京城府で生まれた(福岡県出身)。九州大学文学部西洋史学科で学び、1961年に卒業。その後、広島大学文学部に進み、地理学専攻を1965年に卒業。
歴史学研究者として
卒業後は、佐世保工業高等専門学校助教授に就いた。1978年に山口大学教育学部助教授に転じた。1981年、学位論文『江戸幕府撰国絵図の研究』を広島大学に提出して文学博士号を取得。1986年に同教授昇格。1997年に東亜大学教授に転じた。2006年に退任し、東亜大学名誉教授となった。

## 著作
著書
- 『江戸幕府撰国絵図の研究』古今書院 1984
- 『国絵図』吉川弘文館 日本歴史叢書 1990
- 『近世絵図と測量術』古今書院 1992

- 『防長の近世地図史研究』川村博忠教授退官記念事業会、桜プリント企業組合　1997
- 『近世日本の世界像』ぺりかん社 2003
- 『江戸幕府の日本地図 国絵図・城絵図・日本図』吉川弘文館(歴史文化ライブラリー) 2010
- 『江戸幕府撰日本総図の研究』古今書院 2013

編纂
- 『江戸幕府撰慶長国絵図集成 付江戸初期日本総図』編、柏書房 2000
- 『寛永十年巡見使国絵図日本六十余州図』編、柏書房 2002

論文
- <川村博忠